# Die Zeit
Die Zeit és un setmanari d'informació general publicat a Hamburg (Alemanya). Al primer trimestre de 2012 tenia una difusió de quasi 531.267 exemplars que un any més tard va pujar cap als 543.041.

És una publicació destinada a intel·lectuals de classe mitjana de tota la zona de parla alemanya. Té una tendència liberal de centreesquerra. Quan es tracta de temes controvertides tempta juxtaposar les diverses opinions. Amb la Frankfurter Allgemeine Zeitung és un dels darreres publicacions a Alemanya que utilitza el format broadsheet (full ample).

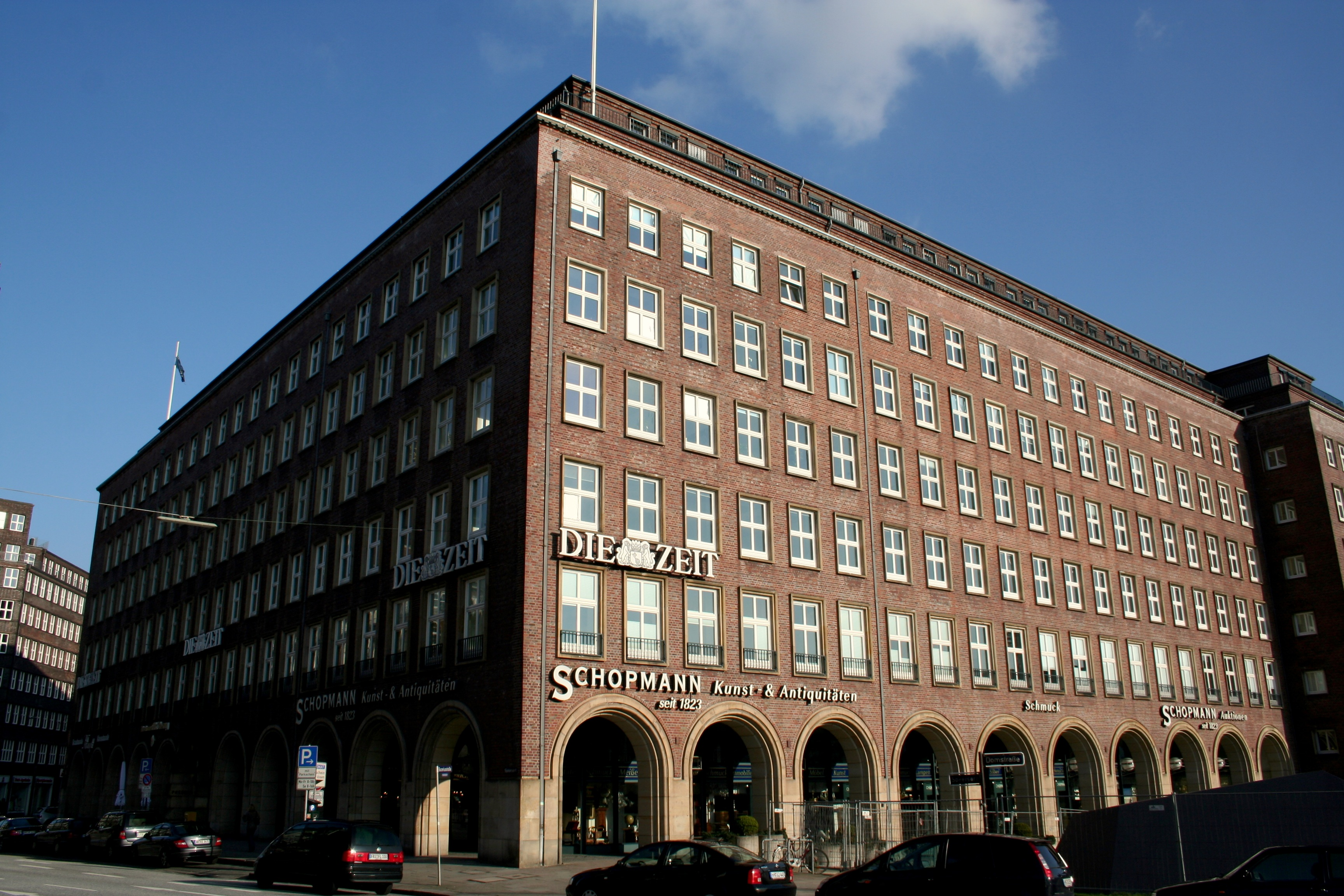
Casal de la premsa: seu del diari

Va crear-se el 1946 amb una primera tirada de 25.000 exemplars a l'era caòtica del postguerra amb llicència del govern militar de la zona ocupada pel Regne Unit. Una situació que explica que al mig del seu lògotip es troba l'escut de Bremen (la clau de Sant Pere) i no el d'Hamburg inicialment previst com que el burgmestre hamburgués hi veia una lesió de les seves prerrogatives.
El 2012 fou guardonat amb la Medalla Jakob Fugger, un dels premis més prestigiosos d'Alemanya. A la remesa del premi, el ministre-president de Baviera, Horst Seehofer va dir: «'Die Zeit' és sinònim de recerques sòlides i opinions provades. Els vostres escriptors tenen la reputació d'ésser seriosos i experts. 'Die Zeit' forma l'opinió en lloc de córrer darrere les opinions.»